# Neptunusfontein (Görlitz)

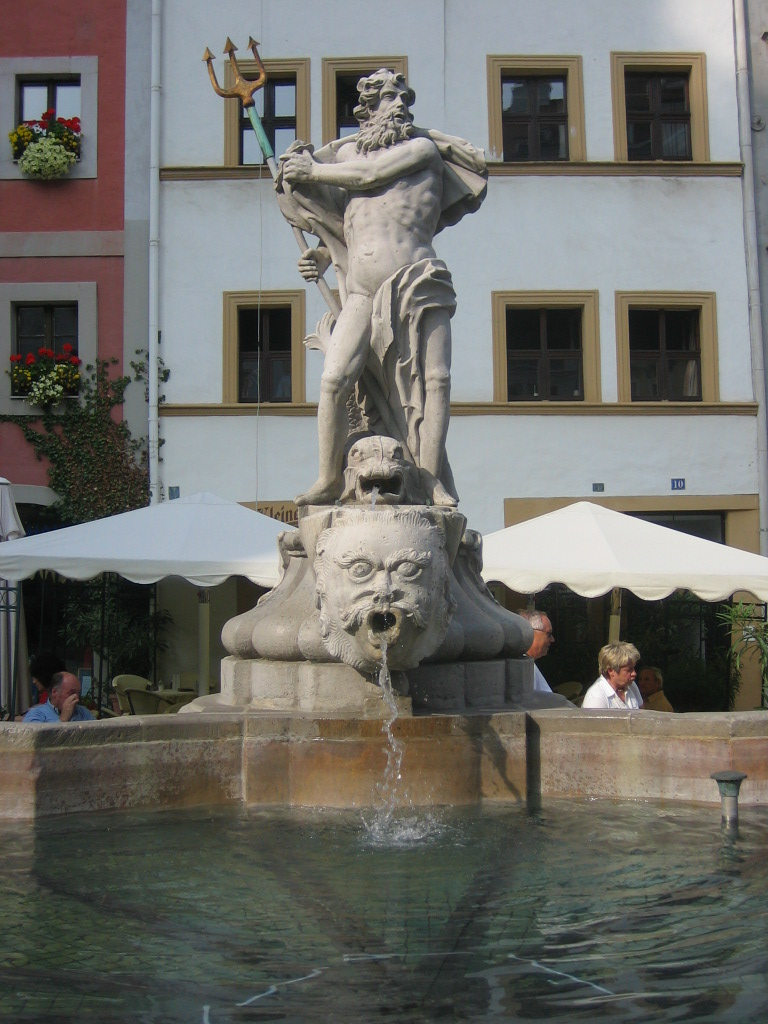
Neptunusfontein in Görlitz

De Neptunusfontein (Duits:Der Neptunbrunnen) is een fontein in de Duitse stad Görlitz en is gelegen aan de zuidkant van het plein Untermarkt in de Oude stad van Görlitz. De fontein werd gebouwd in 1756, staat sindsdien op deze plek en is gemaakt door steenhouwer Johann Georg Mattausch uit de omgeving van Löwenberg in Schlesien. De fontein bevindt zich naast het Oude Raadhuis van Görlitz.
Neptunus staat hoog aan de rand van de fontein, onder hem is een waterspuitende vis tussen zijn voeten, die in een soort tussenbak in de vorm van een hoofd spuwt. Uit de open mond van dit hoofd stroomt het water in de fontein. In de volkstaal van Görlitz draagt het fonteinfiguur ook de naam Gabeljürgen.